# Tarenna multinervia
Tarenna multinervia är en måreväxtart som först beskrevs av Elmer Drew Merrill, och fick sitt nu gällande namn av Cornelis Eliza Bertus Bremekamp. Tarenna multinervia ingår i släktet Tarenna och familjen måreväxter. Inga underarter finns listade i Catalogue of Life.